# 上葉えりか
上葉 えりか（うえば えりか、1980年9月23日- ）は、日本のフリーアナウンサー。福岡県大牟田市出身。2003年にプロ野球選手の杉内俊哉と結婚。妹に上葉ゆいがいる。

## 出演

### テレビ
- テレビ西日本「とべとべホークス」リポーター (2002年3月-2003年12月）